# بطلميوس تومبكينز
بطلميوس تومبكينز (بالإنجليزية: Ptolemy Tompkins)‏ هو كاتب أمريكي، ولد في 1962.

## وصلات خارجية
- الموقع الرسمي
- بطلميوس تومبكينز على موقع IMDb (الإنجليزية)
- بطلميوس تومبكينز على موقع أول موفي (الإنجليزية)
- بطلميوس تومبكينز على موقع كينوبويسك (الروسية)